# Like Me – I’m Famous
Like Me – I’m Famous ist eine deutsche Reality-Show, in der die Teilnehmer in verschiedenen Spielen um 100.000 Euro kämpften. Sie wurde vom 11. August bis 29. September 2020 auf RTL+ und eine Woche später bei RTL ausgestrahlt. Die Staffel wurde im Juni 2020 in einer Villa in Rösrath, in Nordrhein-Westfalen produziert.

## Konzept
Zehn Prominente ziehen zusammen in eine Villa. Jeder von ihnen erhält ein Startkapital von 20.000 EUR. Von diesem Geld können sie sich für 1.000 EUR Likes bei anderen Kandidaten erkaufen. Verkauft ein Kandidat seine Likes, kann er diese bei der „Like-Vergabe“ nicht mehr vergeben. In den ersten vier Folgen haben die Kandidaten 3 Likes zur Verfügung, ab Folge fünf 5 Likes.
In den sogenannten „Fame-Games“ können sich die Kandidaten Likes erspielen. Der Gewinner erhält bis zu 10 Likes, der Schlechteste nur 1 Like. Wird ein Spiel verweigert, gibt es kein Like.
Bei der täglichen „Like-Vergabe“ haben alle die Möglichkeit ihre Likes nach Belieben zu vergeben. Es können auch mehrere Likes an eine Person vergeben werden. Der Kandidat mit den wenigsten Likes muss die Villa verlassen.

## Teilnehmer
| Platz | Teilnehmer      | Bekannt als | Ausgeschieden in Folge |
| ----- | --------------- | --- | ---------------------- |
| 1.    | Filip Pavlović  | Teilnehmer bei Die Bachelorette (2018) und Bachelor in Paradise (2019)                                                              | 8                      |
| 2.    | Melanie Müller  | Gewinnerin bei Ich bin ein Star – Holt mich hier raus! (2014), Teilnehmerin bei Der Bachelor (2013)                                 | 8                      |
| 3.    | Alexander Molz  | Laiendarsteller bei Köln 50667 | 8                      |
| 4.    | Don Francis     | Stimmungssänger, Teilnehmer bei Goodbye Deutschland                                                                                 | 7                      |
| 5.    | Dijana Cvijetic | Teilnehmerin bei Love Island (2019)                                                                                                 | 6                      |
| 6.    | Yasin Cilingir  | Teilnehmer bei Love Island (2019)                                                                                                   | 5                      |
| 7.    | Sarah Knappik   | Model, Teilnehmerin bei Germany’s Next Topmodel (2008), Ich bin ein Star – Holt mich hier raus! (2011) und Promi Big Brother (2017) | 4                      |
| 8.    | Juana Princess  | Teilnehmerin bei Deutschland sucht den Superstar (2015) und Das Supertalent (2016)                                                  | 3                      |
| 9.    | Aurelio Savina  | Teilnehmer bei Die Bachelorette (2013) und Ich bin ein Star – Holt mich hier raus! (2015)                                           | 2                      |
| 10.   | Helena Fürst    | Teilnehmerin bei Ich bin ein Star – Holt mich hier raus! (2016) und Das Sommerhaus der Stars – Kampf der Promipaare (2017)          | 1                      |

## Rezeption

### Einschaltquoten
| Folge | Datum              | Zuschauer | Zuschauer       | Marktanteil | Marktanteil     | Quelle       |
| Folge | Datum              | Gesamt    | 14 bis 49 Jahre | Gesamt      | 14 bis 49 Jahre | Quelle       |
| ----- | ------------------ | --------- | --------------- | ----------- | --------------- | ------------ |
| 1     | 18. August 2020    | 0,79 Mio. | 0,42 Mio.       | –           | 8,0 %           | [ 2 ]        |
| 2     | 25. August 2020    | 0,85 Mio. | 0,46 Mio.       | 4,4 %       | 8,5 %           | [ 3 ]        |
| 3     | 1. September 2020  | 1,29 Mio. | 0,61 Mio.       | 6,6 %       | 11,0 %          | [ 4 ]        |
| 4     | 8. September 2020  | 1,14 Mio. | 0,43 Mio.       | 5,9 %       | 7,7 %           | [ 5 ]        |
| 5     | 15. September 2020 | 1,00 Mio. | –               | –           | 7,9 %           | [ 6 ]        |
| 6     | 22. September 2020 | 0,80 Mio. | –               | 4,2 %       | 6,7 %           | [ 7 ]        |
| 7     | 29. September 2020 | 0,87 Mio. | 0,33 Mio.       | 4,7 %       | 6,1 %           | [ 8 ]        |
| 8     | 6. Oktober 2020    | 1,05 Mio. | –               | –           | 8,0 %           | [ 9 ] [ 10 ] |

### Kritik
Bei Quotenmeter.de äußerte sich David Grzeschik positiv über das Format, „da das Format Potenzial habe und das nicht nur dank Sarah Knappik“.